# Goytacaz FC
Goytacaz Futebol Clube – brazylijski klub piłkarski z siedzibą w mieście Campos dos Goytacazes leżącym w stadnie Rio de Janeiro.

## Osiągnięcia
- Wicemistrz drugiej ligi brazylijskiej (Campeonato Brasileiro Série B): 1985
- Mistrz drugiej ligi stanowej: 1982, 2017
- Mistrz miasta Campos (Campeonato da Cidade de Campos) (20): 1914, 1920, 1926, 1932, 1933, 1940, 1941, 1942, 1943, 1945, 1948, 1951, 1953, 1955, 1957, 1959, 1960, 1963, 1966, 1978

## Historia
Klub Goytacaz założony został 20 sierpnia 1912 roku na skutek nieporozumienia grupy chłopców z klubu Natação e Regatas Campista. Poczuli się niedocenieni, gdy klub odmówił im łodzi na planowaną podróż po rzece Paraíba. Z tego powodu porzucili naukę wioślarstwa i założyli w domu Otto Nogueiry klub piłkarski.
Główny derbowy rywal to klub Americano. Derbowe spotkania z udziałem obu tych klubów znane są pod nazwą Goyta-cano.